# Amerikansk lotus
Amerikansk lotus (Nelumbo lutea) är en art i familjen lotusväxt. Den förekommer naturligt i USA och söderut till Mexiko och Honduras. Den skiljer sig från den andra arten i släktet, indisk lotus (N. nucifera) genom att ha gula till gulvita blommor och smala frukter. Den indiska lotusen har vanligen rosa blommor och breda frukter.

## Synonymer
- Cyamus flavicomus Salisb.
- Cyamus luteus (Willd.) Nutt.
- Cyamus mysticus Salisb.
- Cyamus pentapetalus (Walter) Pursh
- Nelumbium codophyllum Raf.
- Nelumbium jamaicense DC.
- Nelumbium luteum Willd.
- Nelumbium reniforme Willd.
- Nelumbo indica Tussac nom. illeg.
- Nelumbo nucifera var. lutea (Willd.) Kuntze
- Nelumbo nucifera subsp. lutea (Willd.) T.Borsch & Barthlott
- Nelumbo pentapetala (Walter) Fernald
- Nymphaea pentapetala Walter
- Wikimedia Commons har media som rör Amerikansk lotus.